# Rhinocricus persimilis
Rhinocricus persimilis är en mångfotingart som beskrevs av Filippo Silvestri 1895. Rhinocricus persimilis ingår i släktet Rhinocricus och familjen Rhinocricidae. Inga underarter finns listade i Catalogue of Life.